# Cheilolejeunea myriantha
Cheilolejeunea myriantha là một loài Rêu trong họ Lejeuneaceae. Loài này được (Nees & Mont.) R.M. Schust. mô tả khoa học đầu tiên năm 1980.